# Psilopygida apollinairei
Psilopygida apollinairei is een vlinder uit de familie van de nachtpauwogen (Saturniidae). De wetenschappelijke naam van de soort is voor het eerst gepubliceerd in 1919 door Paul Dognin.